# Технологічні зміни
Технологічні зміни — термін, який використовується для опису загального процесу створення, раціоналізації та поширення технологій або процесів. Термін є синонімом технологічного розвитку, технологічних досягнень і технічного прогресу. По суті технологічні зміни - це створення технології (або процесу), безперервний процес вдосконалення технології (під час якого вона часто дешевшає) і її поширення (дифузія) у промисловості та суспільстві.

## Моделювання технологічних змін
Раніше технологічні зміни описувалися за допомогою «Лінійної моделі інновацій», яка сьогодні часто відкидається і замінюється моделлю технологічних змін, що включає нововведення на всіх етапах дослідження, розробки, розповсюдження і використання.
Коли йдеться про «моделювання технологічних змін» часто мається на увазі процес створення. Цей процес постійного вдосконалення часто моделюється у вигляді кривої, що зображає зменшення витрат з часом (наприклад, паливного елемента, який дешевшає з кожним роком).
- технологічні зміни часто моделюються з використанням кривої навчання:. Ct = С0 * Xt^-b
- технологічні зміни часто включаються в інші моделі (наприклад, моделі зміни клімату), тому часто бралися за екзогенний фактор. Сьогодні технологічні зміни частіше включені як ендогенний фактор. Тобто, вони сприймаються як щось, на що можна впливати. Загальноприйнято, що політика може впливати на швидкість і напрямок технологічних змін (наприклад, сприяння розвитку екологічно чистих технологій).

### Дифузія
Поширення технології через суспільство або промисловість. Поширення технології в цілому відповідає S-подібній кривій, так як ранні версії технології були досить невдалими, потім був період успішних інновацій з високим рівнем прийняття, і, нарешті, досягнення свого максимального потенціалу на ринку.

## Технологічні зміни як соціальний процес
В основі ідеї технічного прогресу як соціального процесу лежить загальна згода про важливість соціального контексту та комунікації. Відповідно до цієї моделі, технологічні зміни розглядаються як соціальний процес за участю виробників та інших (наприклад, уряду), на кого глибоко впливає культурне середовище, політичні інститути і маркетингові стратегії.
У вільній ринковій економіці максимізація прибутку є потужною рушійною силою технічного прогресу. Як правило, тільки ті технології розробляються і з'являться на ринку, які обіцяють максимізацію прибутку для власників початкового капіталу. Будь-які технології, які не відповідають цьому критерію, навіть якщо вони можуть задовольнити дуже важливі соціальні потреби, не розробляються далі. Таким чином, технологічні зміни це соціальний процес, який значною мірою визначається фінансовими інтересами капіталу. На даний час немає добре встановлених демократичних процесів, таких як голосування за соціальну чи екологічну доцільність нової технології, які б передували розвитку цієї технології та розповсюдженню її на ринку, та дозволили б пересічним громадянам визначити напрямок технологічних змін.